# Oubliette (The X-Files)
«Oubliette» es el octavo episodio de la tercera temporada de la serie de televisión de ciencia ficción estadounidense The X-Files, y se emitió originalmente en la cadena Fox el 17 de noviembre de 1995. Escrito por Charles Grant Craig y dirigido por Kim Manners, «Oubliette» es una historia del «monstruo de la semana», desconectada de la mitología más amplia de la serie. Obtuvo una calificación Nielsen de 10,5 y fue visto por 15,90 millones de personas en su transmisión inicial. El episodio recibió críticas positivas. Tanto la naturaleza emocional de la historia como la actuación de David Duchovny recibieron una atención crítica positiva.
El programa se centra en los agentes especiales del FBI Fox Mulder (David Duchovny) y Dana Scully (Gillian Anderson) que trabajan en casos relacionados con lo paranormal, llamados expedientes X. Mulder cree en lo paranormal, mientras que a la escéptica Scully se le ha asignado la tarea de desacreditar su trabajo. En el episodio, una niña llamada Amy es secuestrada y encarcelada por un fotógrafo mentalmente inestable. Mulder descubre una conexión psíquica entre la víctima recientemente secuestrada y Lucy, otra niña secuestrada por el mismo hombre hace años. Intenta usar la conexión para ayudar a resolver la investigación, pero descubre que el evento puede ser demasiado traumático para que Lucy lo maneje.
«Oubliette» es el único guion de X-Files escrito por Craig, quien salió del personal de redacción antes de que se produjera la entrada. La extensa filmación al aire libre generó varias dificultades para el equipo de producción. Amy tenía 12 años en el guion original. A la cadena Fox le preocupaba que su situación fuera un paralelo incómodo con el caso reciente de Polly Klaas, lo que provocó que su edad aumentara antes de que pudiera comenzar la filmación. Los críticos han elogiado la resonancia temática del secuestro y su efecto en Mulder.

## Argumento
En Seattle, el asistente de fotografía Carl Wade (Michael Chieffo) observa cómo Amy Jacobs (Jewel Staite), de 15 años, es fotografiada para el día de la fotografía escolar. Él se obsesiona con ella siguiendo el evento y finalmente la secuestra. Su hermana menor es la única testigo del incidente, que tiene lugar en su dormitorio en medio de la noche. Exactamente al mismo tiempo, la trabajadora de comida rápida Lucy Householder (Tracey Ellis) colapsa con una hemorragia nasal. El agente Fox Mulder (David Duchovny) investiga la desaparición de Amy, atraído por el caso porque su hermana menor, Samantha, fue secuestrada en una situación similar. La investigación lleva a Mulder a Lucy, quien fue sacada de su habitación a los ocho años, veintidós años antes, y retenida en un sótano oscuro durante cinco años antes de escapar.
La compañera de Mulder, Dana Scully (Gillian Anderson), sospecha que Lucy puede estar relacionada con la desaparición de Amy, basándose en su largo historial criminal y en el hecho de que su hemorragia nasal contenía no solo su tipo de sangre, sino también el de Amy. En su habitación de un centro de rehabilitación, Lucy tiene arañazos en la cara y experimenta ceguera temporal, lesiones idénticas a las de Amy, que está siendo torturada en el sótano de la cabaña de Wade. Las dos desarrollan una conexión psíquica inexplicable; todo lo que le pasa a Amy físicamente también le pasa a Lucy. Mulder trata de convencer a Lucy de que puede ayudarlos a encontrar a Amy, pero ella tiene demasiado miedo para ayudar. Scully le informa a Mulder de su nuevo sospechoso en el caso, el asistente de fotografía escolar Wade, quien fue despedido recientemente en extrañas circunstancias. Mulder insiste en que Lucy, quien admite que Wade fue el hombre que la secuestró, no es parte del secuestro, y le grita a Scully cuando ella sugiere que la desaparición de Samantha está causando que él se involucre demasiado en el caso.
El equipo de investigación recibe un aviso de un conductor de grúa sobre la ubicación de Wade, que corresponde al área donde se encontró a Lucy hace años. Encuentran la cabaña de Wade en el bosque cerca de Easton, Washington, y descubren a Lucy en el sótano sin una indicación clara de cómo o por qué llegó allí. Lucy comienza a sentirse fría y húmeda; Mulder deduce debido a la conexión de Lucy con Amy, que Amy debe estar en el río local. Mulder y Scully corren allí para encontrar a Wade intentando ahogar a Amy. De vuelta con la policía, Lucy comienza a ahogarse a pesar de no estar cerca del agua. Mulder dispara a Wade mientras Scully intenta realizarle reanimación cardiopulmonar a Amy, pero debido a la conexión resucita a Lucy. Amy yace muerta en la orilla del río. Mulder continúa intentando RCP, a pesar de las protestas de Scully.
De repente, el proceso se invierte; Amy se recupera y Lucy muere. Abrumado por el sacrificio de Lucy y su incapacidad para salvarla, Mulder rompe en llanto sobre su cuerpo. Más tarde le dice a Scully que sospecha que ella murió no solo para salvar a Amy, sino para olvidar lo que Wade le hizo hace tantos años.

## Producción

### Escritura

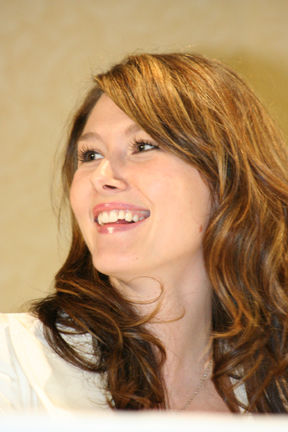
Los productores pensaron que Jewel Staite, que en ese momento solo tenía 13 años, parecía lo suficientemente mayor para interpretar el papel de una chica de 15 años.

El guion de «Oubliette» fue escrito por Charles Grant Craig, un escritor que en ese momento tenía pocos antecedentes o experiencia en televisión. Antes de unirse al equipo de redacción de The X-Files durante la tercera temporada, sus créditos de escritura más importantes incluyeron episodios para Renegade y Booker. Su guion de televisión más notable fue «Final Escape» de The New Alfred Hitchcock Presents. Aunque Craig dejó el personal poco antes de que «Oubliette» entrara en producción por razones desconocidas, se le acreditó como productor supervisor en varias entregas de la tercera temporada. El título se deriva de la palabra francesa oubliette, que se refiere a una mazmorra similar a un pozo que consiste en «oscuridad total» con un agujero que se abre desde la parte superior.
La narración se centra en la identificación de Mulder con Lucy, que se basa en la abducción de su hermana, Samantha. Se decidió que no se gastaría tiempo en la simpatía de Scully por la víctima, a pesar de su propia experiencia de abducción en el episodio de la segunda temporada «Ascensión». A pesar de esto, Scully es gentil con Mulder y «decide creerle» hasta que la evidencia apuntó abrumadoramente a Lucy. Después de ese punto, Scully asume un papel antagónico, yendo en contra de los deseos de su pareja. Aunque no se incluyó originalmente en el guion, David Duchovny agregó la línea sobre cómo su conexión con el caso no se debió solo a Samantha.
El creador de la serie Chris Carter declaró que en el borrador original de Craig, Lucy era más «dura», pero la actriz Tracey Ellis la interpretó como una persona más herida. El departamento de estándares y prácticas de Fox se sintió incómodo con el guion, porque mostraba a una niña de 12 años secuestrada. La cadena solicitó que ella estuviera en su adolescencia y que la trama no presentara en gran medida la terrible experiencia o el sufrimiento de Amy. Jewel Staite acababa de cumplir 13 años cuando fue elegida, pero los productores pensaron que parecía mayor e incluso la maquillaron para aumentar ese efecto.
El motivo de la preocupación fue que el guion original presentaba similitudes con el caso de Polly Klaas, que había recibido una gran atención del público en la época de la producción. Polly Klaas era una niña de 12 años que fue secuestrada durante una fiesta de pijamas y finalmente estrangulada hasta la muerte. El antagonista del episodio fue comparado con Richard Allen Davis, el culpable del caso, quien fue declarado culpable y condenado a muerte por sus crímenes. Ngaire Genge en su novela The Unofficial X-Files Companion comentó que «trágicamente, a diferencia de Amy, Klaas no sobrevivió a su secuestro».

### Rodaje

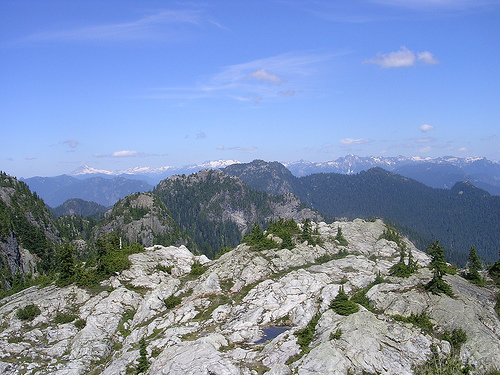
El episodio se filmó en el Monte Seymour porque era el único lugar que cumplía con todas las condiciones del equipo.

«Oubliette» se rodó en Vancouver, Columbia Británica, al igual que el resto de los episodios de la tercera temporada. La ubicación de la casa del antagonista fue un factor importante durante la producción. El guion de Craig pedía una casa remota en «medio de la nada», pero los productores necesitaban un sitio más cercano al estudio. Con un equipo de producción formado por 60 miembros, se decidió utilizar un lugar que pudiera parecer «rústico mientras estaba al lado de un estacionamiento». Se encontró un área adecuada cerca de la cima del Monte Seymour, una ubicación que anteriormente había sido utilizado en «Ascension». La montaña contaba con un estacionamiento y una cabaña de troncos que satisfacía las necesidades del equipo de filmación. Surgió un problema porque la montaña tenía un telesilla, que debía evitarse al componer tomas. Más de 1000 árboles de utilería tuvieron que ser llevados al sitio de filmación para camuflar los alrededores, para darle a la atmósfera una sensación «remota».
La producción encontró un problema mayor con el contrato de comité del Parque Provincial. El parque requería un aviso de siete días antes de que se aprobara una filmación de cualquier tipo. El gerente de producción tuvo que contactar directamente al Representante del parque, quien le aseguró que sus necesidades serían satisfechas. Para la secuencia final, se consideraron tanto el río Capilano como las cabeceras Lynn; sin embargo, finalmente se eligió el río Seymour porque era el lugar de rodaje más seguro. La filmación del episodio estuvo plagada de lluvias y condiciones climáticas adversas. En un ejemplo, mientras dirigía el clímax, el río había crecido cuatro o cinco pulgadas, lo que provocó que el equipo se moviera a otra posición para filmar una semana después. Esto le costó a la tripulación varios días de producción y una gran suma de dinero. Las condiciones de rodaje se complicaron aún más porque los rodajes con agua son notablemente difíciles y requieren un nuevo conjunto de vestuario para cada toma.
Debido al extenso rodaje al aire libre, el director Kim Manners odió dirigir el episodio y comentó que «no podría haber sido peor». A pesar de una experiencia negativa con el rodaje en la montaña, el episodio «Gethsemane» de la cuarta temporada fue filmado allí con problemas similares. La doble de Gillian Anderson, Bonnie Hay, que aparece en un cameo, anteriormente interpretó a un médico tanto en «Colony» como en «End Game» y a una enfermera en «D.P.O».
Jewel Staite habló positivamente de su coprotagonista Michael Chieffo y dijo: «Recuerdo que el hombre, Michael [Chieffo], que interpretó a mi secuestrador, era tan encantador y estaba tan preocupado de que me sintiera asustada de él, supongo, o incómoda. le dijo que hizo un esfuerzo por ser muy dulce y cálido conmigo, lo que mi madre apreció. Creo que mi madre pensó que [eso] era muy elegante de su parte».

## Temas
El secuestro de Amy comparte varias similitudes con la abducción de la hermana de Mulder. La hermana de Mulder, Samantha, fue abducida por extraterrestres cuando Mulder era un niño, antes de la línea de tiempo de The X-Files. Tanto Amy como Lucy son secuestradas y victimizadas por el mismo abusador, quien representa la «lógica de la duplicación». Wade trata a ambas niñas de manera prácticamente idéntica, secuestrándolas y fotografiándolas obsesivamente de la misma manera. David Lavery en Deny All Knowledge afirma que Mulder es capaz de ver más allá de los «equivalentes simples», preocupándose por cada niña por separado. Lavery argumenta que esto le otorga a Mulder la capacidad de separar el caso de su propia experiencia personal con su hermana. La escena que mejor ejemplifica este rasgo es cuando Mulder intenta consolar a la madre de Amy después del secuestro de su hija. Mulder comenta que «sabe cómo se siente», no por lo que le sucedió a su hermana, sino porque puede identificarse con su sensación general de pérdida. Los elementos temáticos relacionados con el concepto de «visión remota», la capacidad paranormal de percibir sentimientos a distancia, se exploran más adelante con mayor detalle en la entrega de la quinta temporada «Mind's Eye».

## Recepción

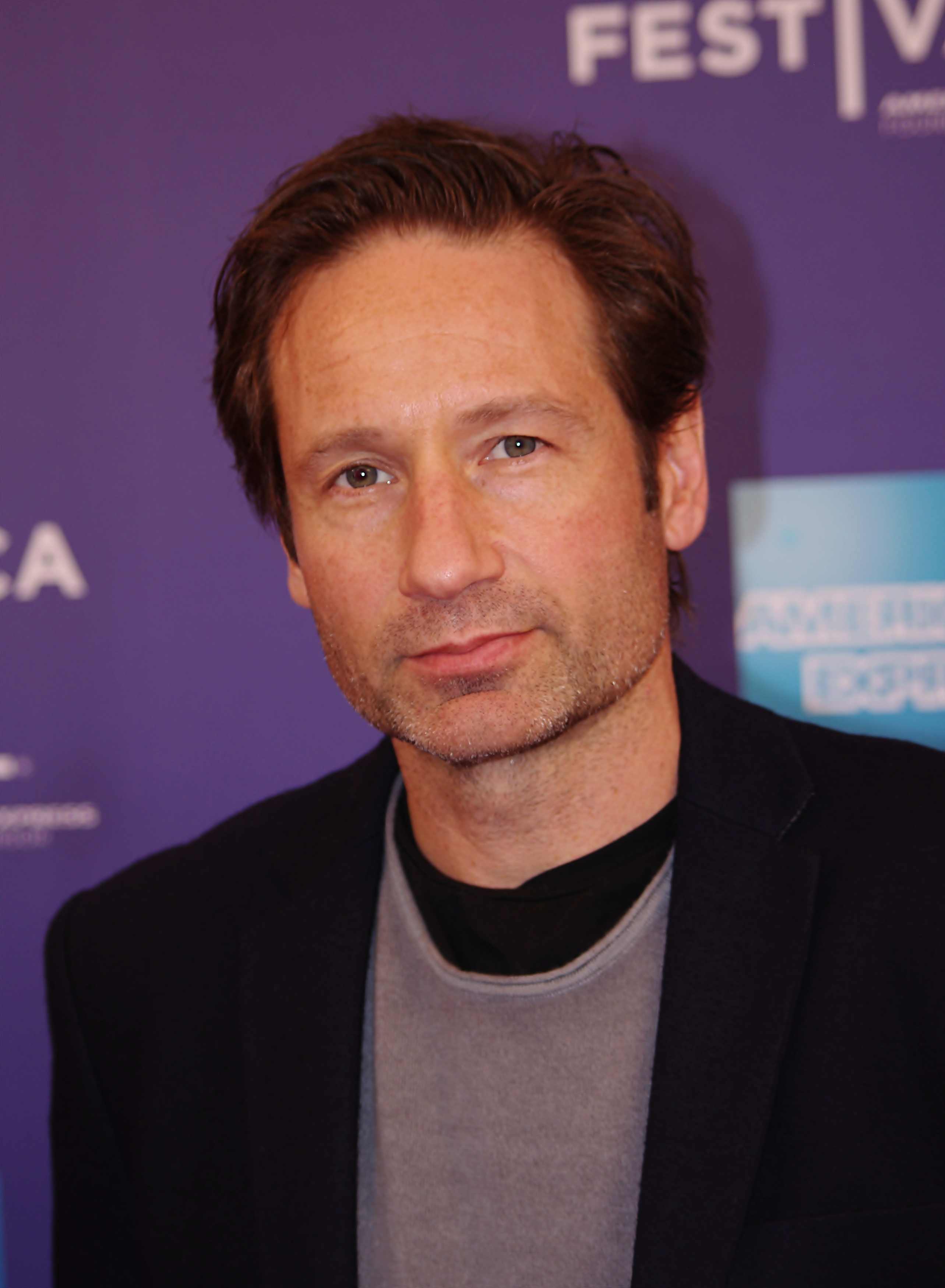
La actuación de David Duchovny como Fox Mulder recibió opiniones positivas de la crítica. Varios críticos vieron que aportó calidez al personaje.

«Oubliette» se transmitió por primera vez en la cadena Fox el 17 de noviembre de 1995. Obtuvo una calificación Nielsen de 10,2, con una participación de 17, lo que significa que aproximadamente el 10,2 por ciento de todos los hogares equipados con televisión, y el 17 por ciento de los hogares que ven televisión, sintonizaron el episodio. Fue visto por un total de 15,90 millones de espectadores.
«Oubliette» recibió críticas en su mayoría positivas de los críticos. Emily VanDerWerff de The A.V. Club lo evaluó con una «B+» y comentó que «pertenece a una subcategoría de episodios de The X-Files que a menudo puede ser más satisfactoria que las categorías habituales» debido a que el villano es un ser humano. Lo describió como «impresionantemente oscuro y ocasionalmente conmovedor», y elogió la cinematografía, la edición y la narración. Sin embargo, ella criticó la actuación de Ellis como Lucy, encontrando que su caracterización no encajaba con el personaje, y él notó que la entrega cayó en el tropo de usar mujeres como víctimas. Paula Vitaris de Cinefantastique le dio al programa tres estrellas y media de cuatro. Ella sintió que la relación de Mulder y Lucy era «creíble» y, en contraste con VanDerWerff, pensó que la actuación de Ellis fue «perfecta».
Robert Shearman y Lars Pearson, en su libro Wanting to Believe: A Critical Guide to The X-Files, Millennium & The Lone Gunmen, calificaron a «Oubliette» con cinco estrellas de cinco, y señalaron que era difícil e incómodo ver sus paralelos al mundo real que lo convirtió «sin embargo en uno de los logros más audaces y grandes de la serie». Los dos elogiaron la profundidad de la caracterización de Mulder y la actuación de Duchovny. Entertainment Weekly le dio a «Oubliette» una calificación de «B-», indicando que la trama no era tan aterradora como podría haber sido considerando el tema, criticando positivamente que el episodio «valió la pena para las secuencias de canalización de Lucy». La revisión también criticó el «modo agresivo de no creerlo» de Scully.
La escritora Sarah Stegall otorgó la entrada cinco de cada cinco, comentando que el tema le dificultaba verlo, como madre. Elogió la caracterización de Mulder y la actuación de Duchovny, comentando que él aportó calidez a la trama. Stegall describió positivamente a Mulder como «un hombre verdaderamente gentil que puede mostrar compasión sin ser sensiblero al respecto», pero escribió negativamente sobre Scully, quien parecía «antagonista» hacia el bien intencionado Mulder, y la escena en la que Scully «hace un medio intento sincero de resucitar a [Amy] antes de rendirse». Duchovny estaba particularmente satisfecho con su trabajo en el episodio, sintiendo que fue una de sus mejores actuaciones durante toda la ejecución de The X-Files. Más tarde citó el episodio como uno de sus favoritos.